# 임실우체국
임실우체국(任實郵遞局)은 과학기술정보통신부 우정사업본부 전북지방우정청 소속의 우편물 취급기관이다.

## 연혁
- 1911년: 우체국 개국
- 2001년 1월 19일: 임실역전우편취급소 위탁계약 해지[1]
- 2014년 1월 1일: 우편구역을 다음과 같이 고시[2]

| 배달국         | 배달구역                                   | 구역번호                                  |
| -------------- | ------------------------------------------ | ----------------------------------------- |
| 임실우체국     | 임실읍 · 강진면 · 덕치면 · 성수면 · 청웅면 | 55916 ~ 55919 55923 ~ 55943               |
| 임실오수우체국 | 오수면 · 삼계면 · 지사면, 장수군 산서면    | 55920 ~ 55922 55944 ~ 55957 55646 ~ 55652 |
| 임실관촌우체국 | 관촌면 · 신덕면 · 신평면 · 운암면          | 55900 ~ 55915                             |

- 2014년 6월 30일: 임실하운암우편취급국 위탁계약 해지[3]
- 2014년 7월 1일: 임실하운암우편취급국 재개국[3]
- 2016년 9월 1일: 89군사우편출장소, 임실강진우체국, 임실삼계우체국, 임실덕치우체국, 임실청웅우체국 점심시간 휴무 시행[4]
- 2017년 12월 1일: 임실성수우체국 점심시간 휴무 시행[5]
- 2021년 5월 1일 : 임실하운암우편취급국 점심시간 휴무 시행[6]

## 관할 우체국
| 우체국명             | 사진 | 주소                                       | 비고                          |
| -------------------- | ---- | ------------------------------------------ | ----------------------------- |
| 임실강진우체국       |      | 전북특별자치도 임실군 강진면 호국로 52     | 점심시간 휴무 시행            |
| 임실관촌우체국       |      | 전북특별자치도 임실군 관촌면 사선로 33     |                               |
| 임실덕치우체국       |      | 전북특별자치도 임실군 덕치면 인덕로 1397-1 | 별정우체국 점심시간 휴무 시행 |
| 임실삼계우체국       |      | 전북특별자치도 임실군 삼계면 충효로 1293   | 점심시간 휴무 시행            |
| 임실성수우체국       |      | 전북특별자치도 임실군 성수면 임진로 204    | 별정우체국 점심시간 휴무 시행 |
| 임실신덕우체국       |      | 전북특별자치도 임실군 신덕면 수지로 99     |                               |
| 임실신평우체국       |      | 전북특별자치도 임실군 신평면 원천1길 3     |                               |
| 임실역전우편취급소   |      | 전북특별자치도 임실군 임실읍 두곡리 25-4   | 2001년 1월 19일 폐국          |
| 임실오수우체국       |      | 전북특별자치도 임실군 오수면 삼일로 19     |                               |
| 임실운암우체국       |      | 전북특별자치도 임실군 운암면 임운로 1883-6 |                               |
| 임실지사우체국       |      | 전북특별자치도 임실군 지사면 충효로 2411   |                               |
| 임실청웅우체국       |      | 전북특별자치도 임실군 청웅면 청웅로 164    | 별정우체국 점심시간 휴무 시행 |
| 임실하운암우편취급국 |      | 전북특별자치도 임실군 운암면 강운로 991-35 | 점심시간 휴무 시행            |
| 제89군사우편출장소   |      | 전북특별자치도 임실군                      | 점심시간 휴무 시행            |